# اروجت راکتداین
اروجت راکتداین (انگلیسی: Aerojet Rocketdyne) شرکت خوشه‌ای آمریکایی است، که در سال ۱۹۱۵ تأسیس شد.